# 阿巴迪亚尼亚
阿巴迪亚尼亚是巴西戈亚斯州的一个市镇。总面积1044.159平方公里，总人口12504人，人口密度12人/平方公里。